# Itäjärvi
Itäjärvi är en sjö i Finland. Den ligger i kommunen Suomussalmi i landskapet Kajanaland, i den centrala delen av landet, 600 km norr om huvudstaden Helsingfors. Itäjärvi ligger 218,7 meter över havet. Den är 10 meter djup. Arean är 55 hektar och strandlinjen är 7,04 kilometer lång. Sjön  ingår i Uleälvens huvudavrinningsområde.   Den ligger vid sjön Pesiöjärvi.